# Pelinei, Cahul
Pelinei este un sat în raionul Cahul, Republica Moldova, reședința comunei cu același nume.
Structură etnică
     moldoveni (92,11%)
     ucraineni (1,31%)
     ruși (0,54%)
     găgăuzi (0,45%)
     bulgari (0,54%)
     români (4,92%)
     evrei (0%)
     polonezi (0%)
     țigani (0%)
     alte etnii / nedeclarată (0,13%)
Conform datelor recensământului din 2004, populația localității este de 2.217 locuitori, dintre care 1.137 (51,29%) bărbați și 1.080 (48,71%) femei. Structura etnică a populației în cadrul localității arată astfel:
- moldoveni — 2.042;
- ucraineni — 29;
- ruși — 12;
- găgăuzi — 10;
- bulgari — 12;
- români — 109;
- altele / nedeclarată — 3.

## Geografie
Lângă sat se află un amplasament fosilifer, arie protejată din categoria monumentelor naturii de tip geologic sau paleontologic.